# Poids lourd
Cet article concerne les véhicules de transport routier. Pour la catégorie de poids en sports de combat, voir Poids lourds. Pour les autres significations, voir Poids (homonymie).
Pour les articles homonymes, voir HGV et LGV (homonymie).
Un poids lourd (en anglais, LGV large goods vehicle ou HGV heavy goods vehicle ) est un véhicule routier de plus de 3,5 tonnes de PTAC (poids total autorisé en charge) affecté soit au transport de marchandises et d'animaux (porteur, véhicule articulé, train routier), soit au transport de personnes (bus, car, trolleybus).
Dans le langage courant, en France, on assimile un poids lourd à un camion. Toutefois, la dénomination « poids lourd » fait référence à un seuil de poids, et donc à un cadre réglementaire (par exemple européen) alors que le terme « camion » est à la fois plus général et moins formel.
Le poids lourd se distingue du véhicule léger sur le plan technique (charge à l'essieu nettement plus importante, dimensions, etc.) mais aussi sur le plan administratif.
Pour les pays qui en sont membres, la Convention de Vienne sur la circulation routière définit en 1968  différents types de véhicules pour lesquels un permis est valable, et en particulier un seuil de 3 500 kilogrammes, soit 3,5 tonnes.
Sa conduite nécessite un permis spécifique, les permis de catégorie C1, C, et CE pour le transport de marchandises, et les permis de catégorie D1, D et DE pour le transport de voyageurs. Les permis doivent être complétés d'une formation adaptée, la FIMO (formation initiale minimale obligatoire).
Par ailleurs, la circulation des poids lourds est soumise à une réglementation particulière, assez stricte notamment en ce qui concerne les temps de conduite. Le véhicule est équipé d'un chronotachygraphe qui relève ces temps et les vitesses pratiquées lors de transport de marchandises (sauf sur les tracteurs agricoles, les autobus et les véhicules de secours).
En Europe, le nombre de poids lourds par pays est supérieur à 500 000 pour la Turquie, Pologne et Italie. Il est supérieur à 300 000 pour la Bulgarie, Espagne, France, Slovaquie et Royaume-Uni, selon Eurostat.

## Typologie

### Camions - Transport de marchandises et animaux

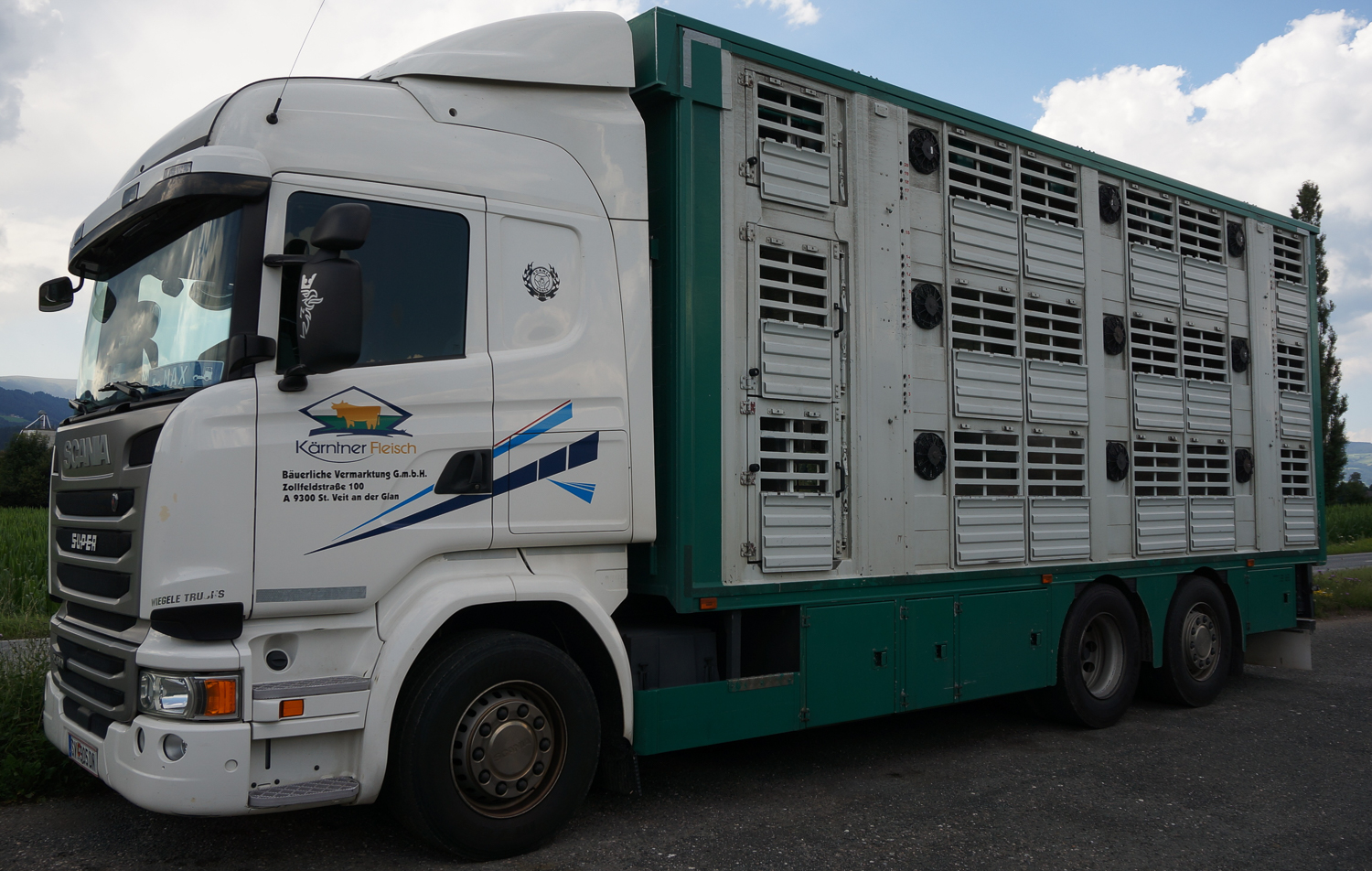
Camion de type porteur pour du transport d'animaux.

Un camion est un véhicule routier de plus de 3,5 tonnes de PTAC, utilisé le plus souvent pour le transport de marchandises et d'animaux, mais également comme véhicule-atelier, autocaravane, autopompe, etc. (on parle alors de VASP – Véhicules Automoteurs SPécialisés).

#### Porteur
Ce type de poids-lourd possède, sur un même châssis, la cabine et un volume de chargement pour transporter les marchandises. Ce volume peut être une caisse rigide, un plateau, une citerne ou une benne. Une remorque peut être attelée pour augmenter la capacité du véhicule mais le tonnage ne doit pas excéder les 44 tonnes . Dans cette configuration l'ensemble porteur + remorque constitue un « ensemble routier ».

#### Véhicule articulé
Le tracteur routier est un véhicule motorisé auquel on attelle une semi-remorque. Tout comme le porteur, la semi-remorque existe en différents types et le tonnage ne doit pas excéder 44 tonnes.

#### Train routier
Le train routier est un ensemble constitué d'un tracteur routier auquel sont attellées plusieurs remorques et/ou semi-remorque, selon les pays et la réglementation. En France, on dénomme « train routier », un porteur attelé d'un remorque. Un ensemble tracteur plus semi-remorque plus remorque est appelé « train double ».

### Bus/autocars - Transport de personnes

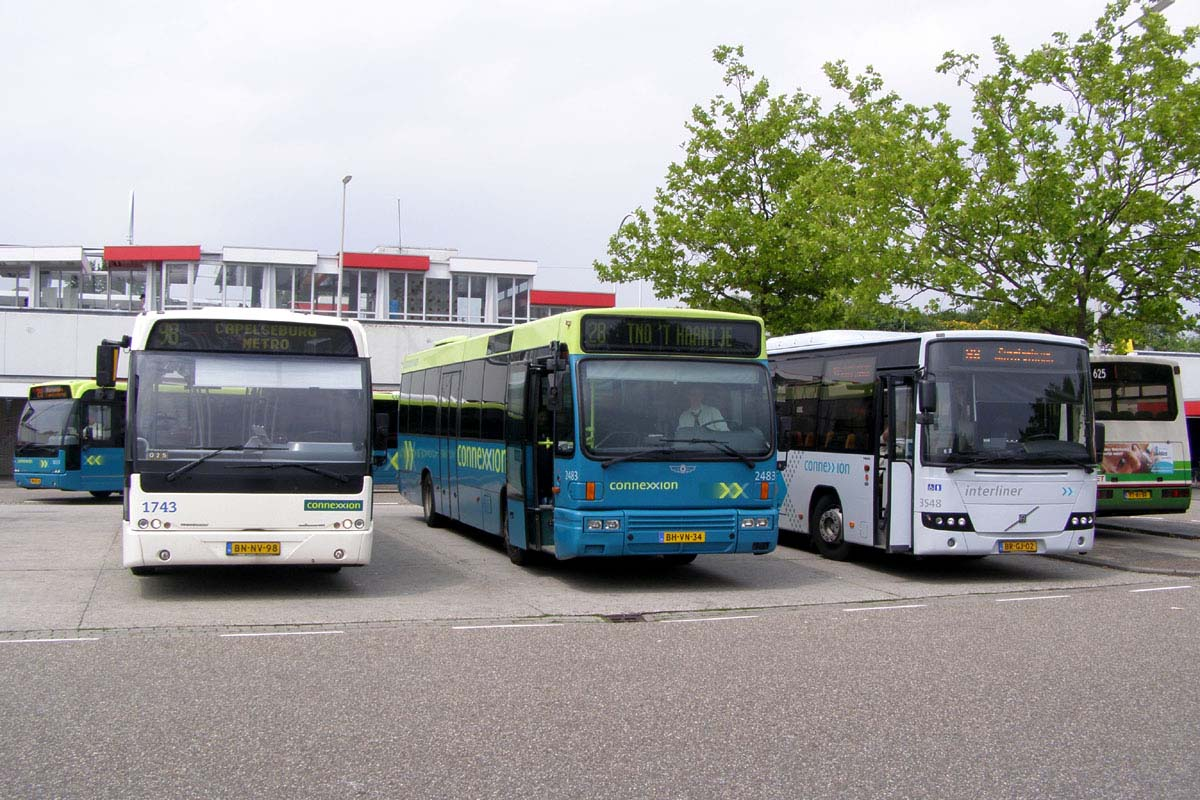
Autocars de transport interurbain.

#### Autobus
Un autobus, ou simplement bus, est un véhicule routier de plus de 3,5 tonnes de PTAC utilisé pour le transport de personnes destiné à circuler uniquement en ville, banlieue et communes rurales proche de l'unité urbaine concerné.

#### Autocar
Un autocar, ou simplement car, a pratiquement le même rôle qu'un autobus, mais est destiné aux transports scolaires, interurbains et au tourismes. Il possède également des soutes à bagages et les voyageurs sont tous obligatoirement assis. La vitesse des autocars est supérieure à celle des autobus.

#### Trolleybus
Le trolleybus est un autobus fonctionnant à l'électricité mais son courant lui est fourni par deux caténaires.

### Véhicules militaires
Tout comme les véhicules cités ci-dessus, un véhicule militaire faisant plus de 3,5 tonnes de PTAC et utilisé pour du transport de marchandises ou du transport de troupes, il est également considéré comme un poids lourd. Si celui-ci est utilisé comme véhicule de combat, il est alors considéré comme un blindé.

## Caractéristiques techniques

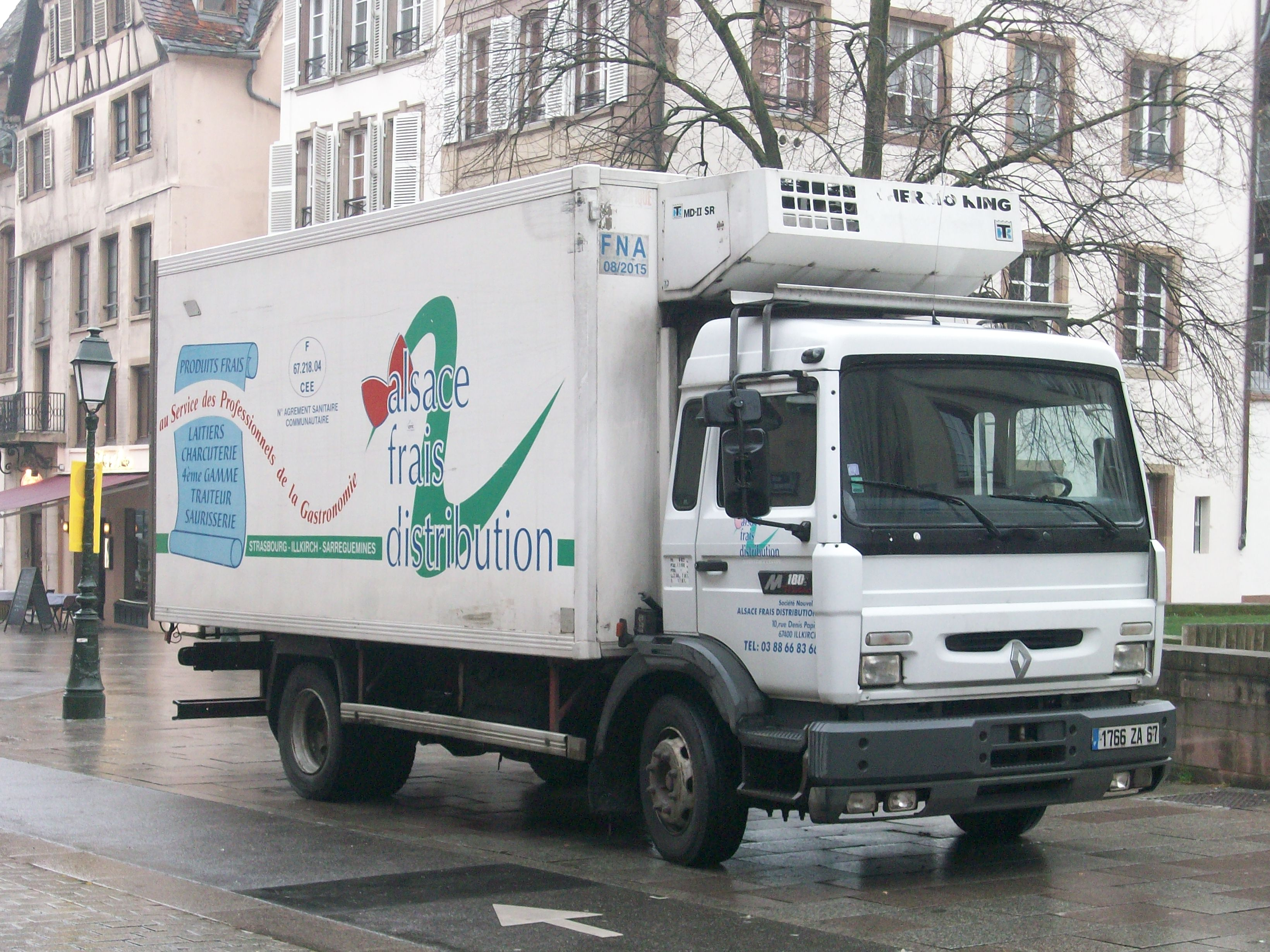
Un porteur 19 t, France.

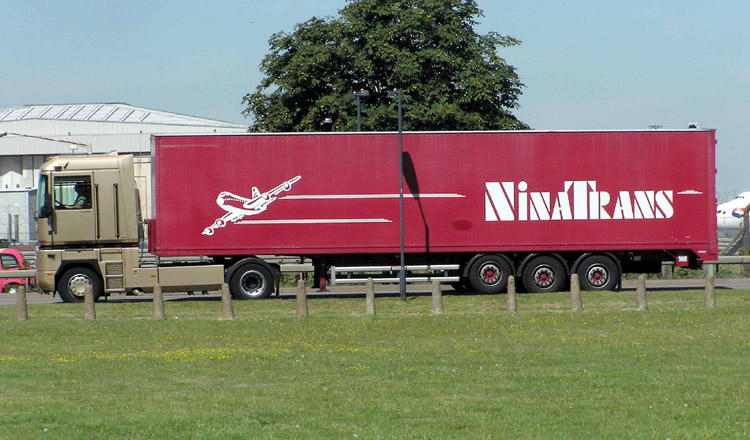
Un tracteur routier et sa semi-remorque, Royaume-Uni.

La réglementation ci-dessous ne s'applique qu'au transport classique ; le dépassement de ces caractéristiques fait entrer le véhicule dans la catégorie convoi exceptionnel.
Une expérimentation existe pour certains déplacements d'une masse de 46 tonnes

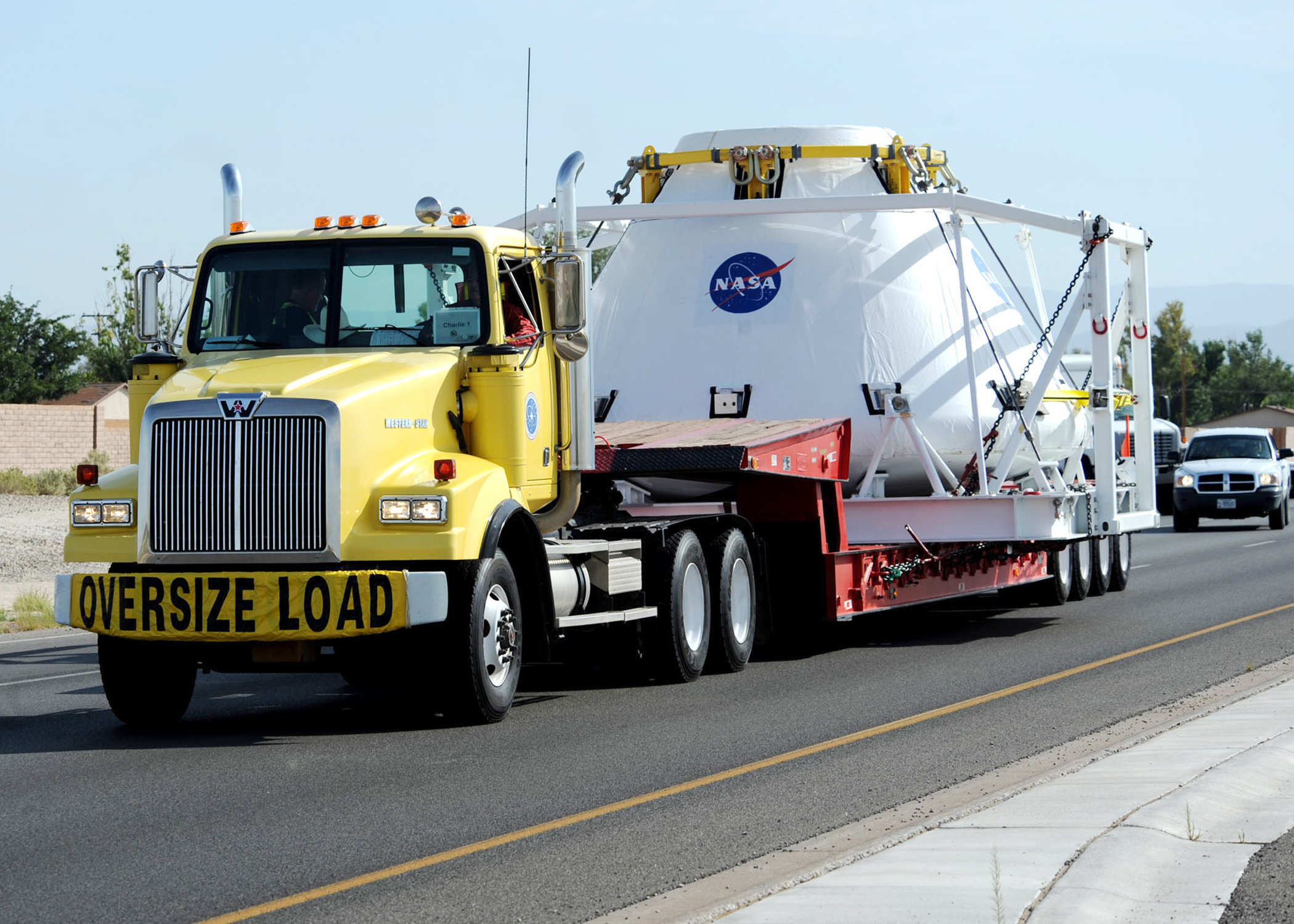
Un ensemble routier « convoi exceptionnel », États-Unis.

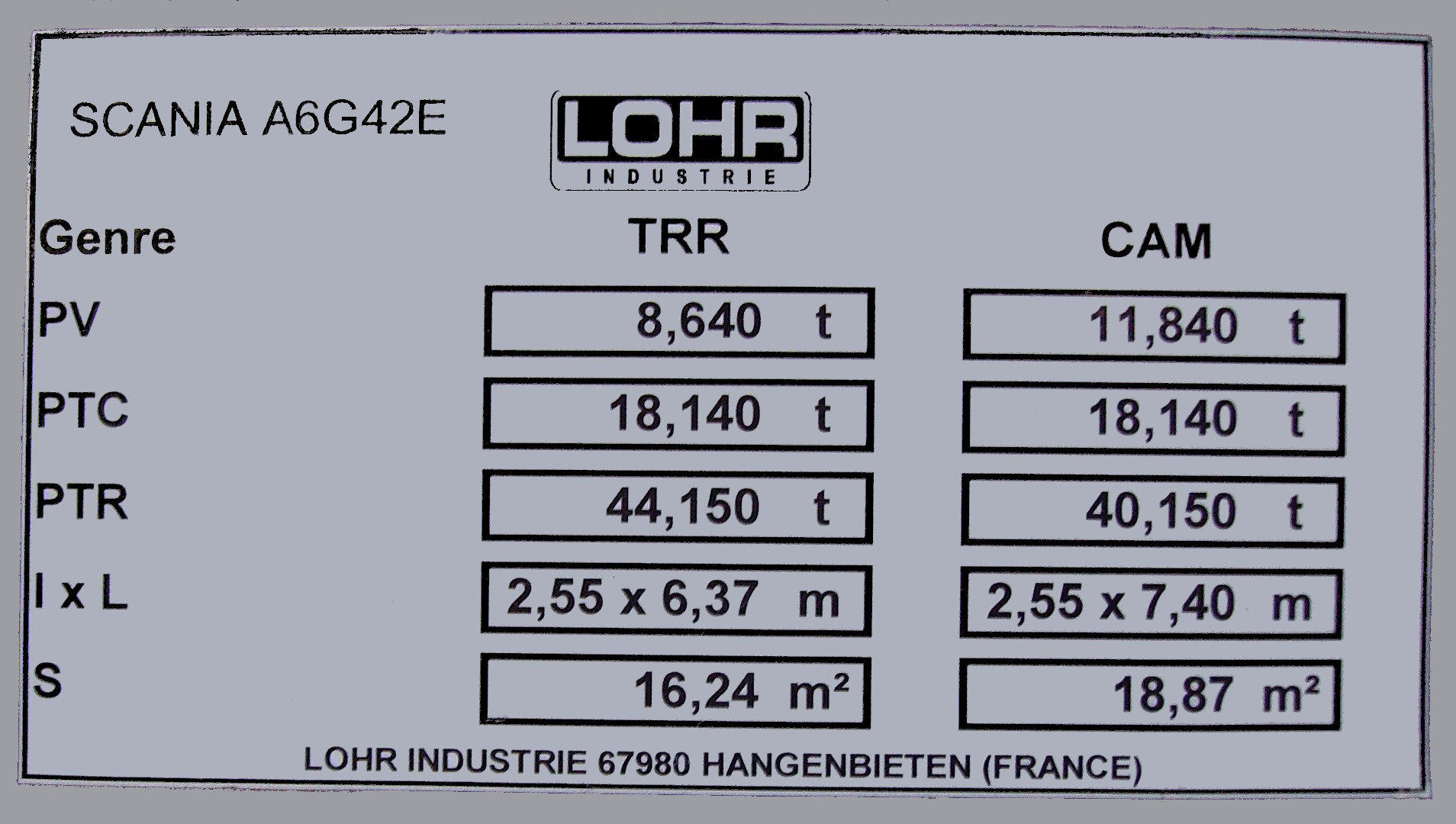
Plaque de tare d'un camion de plus de 3.5 t (code « CAM ») immatriculé en France.

|                         | Véhicule isolé (porteur) | Véhicule articulé (tracteur + semi) | Train routier (porteur + remorque (s)) |
| ----------------------- | ------------------------ | ----------------------------------- | -------------------------------------- |
| Longueur                | 12 m                     | 16,50 m                             | 18,75 m                                |
| Largeur                 | 2,55 m                   | 2,55 m                              | 2,55 m                                 |
| PTAC, 2 essieux         | 19 t                     | -                                   | -                                      |
| PTAC, 3 essieux         | 26 t                     | 32 t                                | -                                      |
| PTAC, 4 essieux         | 32 t                     | 38 t                                | 38 t                                   |
| PTAC, plus de 4 essieux | -                        | 44 t                                | 44 t                                   |

### Poids
Un véhicule est considéré comme un poids lourd à partir du moment où son poids total autorisé en charge (PTAC) excède 3,5 tonnes. En transport routier, la législation classe le poids selon plusieurs catégories : poids total autorisé en charge, le poids à vide (PV), le poids total roulant autorisé (PTRA) et le poids maximal autorisé (PMA). En France, la loi impose une limitation du poids du véhicule. Le PTAC du véhicule varie selon le nombre d'essieux : un poids lourd à deux essieux est limité à 19 tonnes, tandis qu'un autre possédant trois essieux est limité à 26 tonnes.
Les véhicules isolés qui disposent de quatre essieux ou plus, ainsi que les autobus articulés ont un PTAC maximal de 32 tonnes,.
Un véhicule articulé est composé d'une remorque attelée à un porteur ou d'une semi-remorque à un tracteur routier, son PTAC est ainsi limité à 38 tonnes (pour quatre essieux) et 40 tonnes (cinq essieux et plus) jusqu'en 2012 mais une dérogation à 44 tonnes existe, pour le transport combiné notamment.
Un décret du 4 décembre 2012 modifie cette limite de 40 tonnes pour les ensembles articulés de plus de quatre essieux en la portant à 44 tonnes, ceci sous réserve de respecter, notamment, les points suivants :
- avoir un camion récent (ce critère évolue chaque année) : le principe étant de favoriser la modernisation de la flotte et de pousser un peu à la fois les exploitants à investir dans des véhicules moins polluants (Euro VI aujourd'hui) ;
- être équipé (sur le tracteur) de suspensions pneumatiques ;
- le PTRA du tracteur doit être supérieur ou égal 44 t ;
- le PTAC de la semi-remorque doit être supérieur à 37 t ;
- le poids sur l'essieu le plus chargé (l'essieu arrière du tracteur) ne doit pas excéder 12 t[7] ;
- le poids sur le « tridem » (groupe de trois essieux de la remorque) ne doit pas dépasser 27 t[8].

### Dimensions
La législation concernant les dimensions des véhicules change selon les pays.
Le maximum européen est de 18,75 mètres et 40 tonnes, mais peut être dépassé à l'intérieur des frontières d'un pays membre.

#### France
La législation impose une longueur et une largeur maximale à ne pas dépasser. Un véhicule à deux essieux, tel qu'un autobus, est limité à 13,5 m de longueur. Toutefois, la longueur d'un autobus standard français, tel que l'Irisbus Citelis ou l'Heuliez GX 327, est de 12 m,. Les autobus à une section articulée ont une longueur totale limitée à 18,75 m, de même que les trains routiers, tandis que les autobus à deux sections articulées mesurent jusqu'à 24,5 m. Exemple du Mercedes-Benz CapaCity à une articulation ayant une longueur totale de 20,9 m n'est pas autorisé en France.
Quant au véhicule articulé destiné au transport de marchandises, la longueur maximale est de 16,5 m ; sa largeur ne peut excéder 2,55 m (mais cette dimension ne prend pas en compte les rétroviseurs, qui doivent dépasser de 20 cm maximum, si le bas des retroviseurs est à moins de 1,90 m). À noter que cette dimension de 2,55 m passe à 2,60 m pour les camions de transport frigorifique.

### Puissance
Certains poids lourds, tels les gros camions américains, certains modèles Scania et le tracteur 6×6 porte-char Renault TRM 700-100 (PTRA de 98 t), développent une puissance supérieure ou égale à 700 ch. Actuellement[Quand ?], le véhicule le plus puissant du marché européen est le Scania 770 S.

## Poids lourds et pollution

États signataires de la convention de Vienne sur la circulation routière.
Signé et ratifié
Adhésion ou succession
Seulement signé

Les poids lourds ont souvent été interdits ou limités en ville pour des raisons de sécurité, de bruit et de pollution de l'air.

### En Europe
Dès le 8 octobre 2009, dans l'Union européenne, tout poids lourd (camion, bus, etc.) immatriculé pour la première fois doit respecter la norme européenne d'émission Euro, qui, par rapport à la précédente (Euro 5 du 1er octobre 2006), diminue les seuils maximum d'émission d'oxydes d'azote (de 3,5 à 2 g/kWh). Les seuils d'émission d'hydrocarbures (0,46 g/kWh), de monoxyde de carbone (1,5 g/kWh) et de particules (0,02 g/kWh) sont inchangés.
La norme Euro VI, entrée en vigueur le 31 décembre 2013, diminue les émissions autorisées d'oxydes d'azote (−80 %) mais aussi d'hydrocarbures (−72 %) et de particules (−50 %). La norme pour le monoxyde de carbone est inchangée, et une nouvelle norme apparaît pour l'ammoniac (10 ppm).
De 1999 à 2009, ces normes Euro ont permis, en vingt ans, de réduire de deux à trois fois les émissions polluantes du début des années 1990 : la pollution des véhicules a chuté de 49 % pour l'oxyde d'azote, de 61 % pour les particules, de 64 % pour le monoxyde de carbone et de 99 % pour le soufre, mais l'augmentation de la circulation et du nombre de véhicules a en partie limité les effets positifs de la norme en bilan net.